# 圣若昂-达拉戈阿
圣若昂-达拉戈阿是巴西米纳斯吉拉斯州的一个市镇。总面积989.854平方公里，总人口4729人，人口密度4.8人/平方公里。